# فرودگاه بین‌المللی کسومل
فرودگاه بین‌المللی کسومل (به انگلیسی: Cozumel International Airport) یک فرودگاه غیرنظامی مسافربری با کد یاتا CZM است که یک باند فرود آسفالت دارد و طول باند آن ۲۷۰۰ متر است. این فرودگاه در کشور مکزیک قرار دارد و در ارتفاع ۵ متری از سطح دریا واقع شده‌است.